# اعتراضات ۲۰۱۱ ارمنستان
اعتراضات ۲۰۱۱ ارمنستان (انگلیسی: 2011 Armenian protests) مجموعه ای از تظاهرات مدنی با هدف تحریک اصلاحات سیاسی و امتیازاتی از سوی دولت ارمنستان و دولت مدنی ایروان، پایتخت و بزرگ‌ترین شهر آن بود. معترضان از رئیس‌جمهور سرژ سرکیسیان خواستند زندانیان سیاسی را آزاد کند، کسانی را که مسئول مرگ فعالان مخالف پس از انتخابات ریاست‌جمهوری ارمنستان (۲۰۰۸) بودند محاکمه کند و اصلاحات دموکراتیک و اجتماعی-اقتصادی از جمله حق سازماندهی در میدان آزادی در مرکز شهر ایروان را ایجاد کند. آنها همچنین به کارن کاراپتیان شهردار ایروان به دلیل ممنوعیت حضور مخالفان در میدان آزادی و ممانعت از دستفروشان و تجار در خیابان‌های شهر اعتراض کردند. بلوک اپوزیسیون کنگره ملی ارمنی که نقش مهمی در سازماندهی و رهبری تظاهرات داشته است نیز خواستار برگزاری انتخابات زودهنگام و استعفای دولت شده بود.
دولت با اعطای چندین امتیاز به معترضان، از جمله پذیرش خواسته‌های مخالفان برای تحقیق دربارهٔ مرگ‌های اعتراضات سال ۲۰۰۸، صدور مجوز برای برگزاری تجمع در میدان آزادی، و آزادی چندین فعال زندانی، به اعتراضات پاسخ داد.

## اعتراض دست فروشان خیابانی
فروشندگان خیابانی در ایروان که از تصمیم شهردار کاراپتیان در ۱۳ ژانویه برای شروع اجرای ممنوعیت شدید تجارت خیابانی خشمگین بودند، در ۱۹ ژانویه در مقابل دفاتر شهرداری پایتخت تظاهرات کردند. مقامات شهر اصرار داشتند که این ممنوعیت برای سلامت و ایمنی عمومی ضروری است، اما تظاهرکنندگان شعارهایی در انتقاد از کاراپتیان، یکی از مقامات حزب جمهوریخواه ارمنستان که توسط مجمع شهرداری در دسامبر ۲۰۱۰ برای پایان دوره ناقص انتخاب شد، فریاد زدند، و شکایت کردند که ممنوعیت شهرداری باعث شده است که بسیاری از آنها نتوانند پول کافی برای تأمین غذا و سرپناه خود و خانواده‌شان به دست آورند. برخی از معترضان که نشانه‌های بسیاری از آنها بر نیات مسالمت آمیز آنها تأکید داشت، از کاراپتیان خواستند یا با آنها ملاقات کند یا استعفا دهد. اعتراضات در مقابل ادارات شهرداری به زودی به یک پدیده روزمره تبدیل شد که تا بهمن ماه ادامه یافت.

## اعتراضات سیاسی

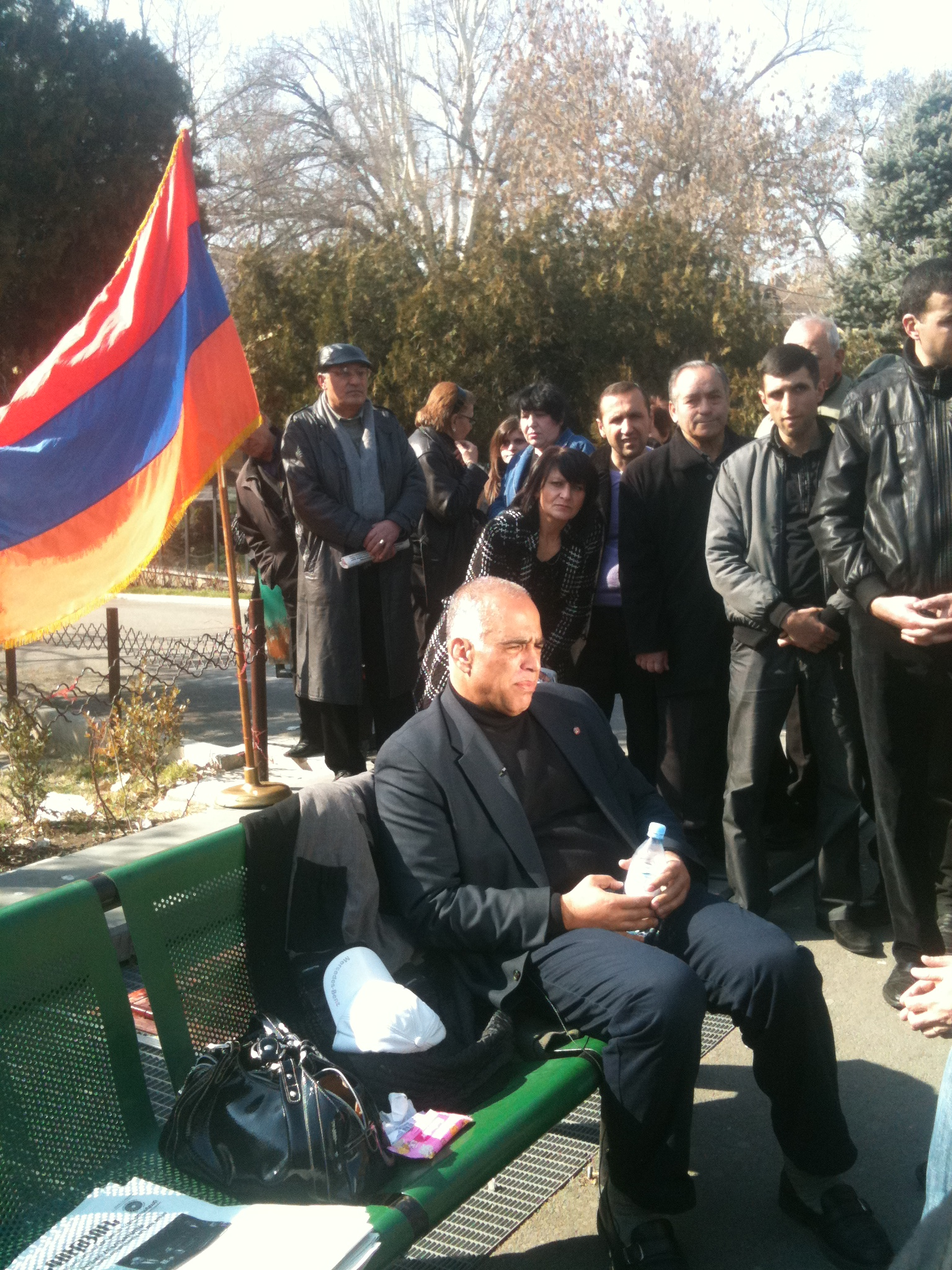
رففی هوانیسیان در اعتصاب غذا در نزدیکی میدان آزادی، ۱۶ مارس

با ادامه اعتراضات جزئی در ایروان و گسترش موج انقلابی در سراسر شمال آفریقا و غرب آسیا، سیاستمداران اپوزیسیون مانند استپان صفریان از حزب میراث و رئیس‌جمهور سابق لوون تر-پتروسیان، که توسط رئیس‌جمهور کنونی سرکیسیان در انتخابات مورد مناقشه سال ۲۰۰۸ شکست خورد. کنگره ملی ارمنی (HAK) در اوایل فوریه پیشنهاد کرد که تحولات سیاسی ممکن است در ارمنستان رخ دهد.
تر-پتروسیان خواستار تجمع مخالفان در میدان آزادی ایروان در ۱۸ فوریه نه فقط برای اعتراض به دولت کاراپتیان، بلکه برای اعتراض به دولت رئیس‌جمهور سرژ سرکیسیان شد. دولت در پاسخ گفت که میدان آزادی به دلیل «رویدادهای ورزشی و فرهنگی» ممنوع است. کنگره ملی ارمنی گفت که قصد دارد در میدان تجمع کند بدون توجه به اینکه آیا دولت شهر و دولت ملی به آن اجازه انجام این کار را داده‌اند یا خیر.
تحلیلگران سیاسی می‌گویند که رهبران اپوزیسیون ملی مانند تر-پتروسیان در حال مهار موج موجود ناآرامی هستند که الهام گرفته از انقلاب تونس و اعتراضات در مصر است و در رویدادهایی مانند تظاهرات مداوم دست فروشان خیابانی مشهود است و برخی پیش‌بینی می‌کنند که شرایط برای تظاهرات بزرگ مناسب است.

### ۱۸ فوریه
در ۱۸ فوریه، کنگره ملی ارمنی تظاهرات بزرگی را بین ۵۰۰۰ تا ۱۰۰۰۰ نفر در مرکز شهر ایروان برگزار کرد. معترضان، از جمله تر-پتروسیان، از دستمزدهای پایین، بیکاری، تورم، فساد، و کاهش کیفیت زندگی شکایت داشتند. سخنرانان در این تجمع همچنین به شبح انقلاب‌های تونس و مصر اشاره کردند و تر-پتروسیان دولت سرکیسیان را با آن رژیم‌های سقوط کرده مقایسه کرد.
رئیس‌جمهور پیشین گفت: مصیبت مردم ما بهتر از مصیبت مردم آن کشورها نیست و رژیم ارمنستان کمتر از رژیم‌های آن کشورها دیکتاتور و منفور نیست. او از دولت خواست استعفا دهد و خواستار قیام مشابهی شد که در کشورهای عربی نزدیک ارمنستان دیده می‌شود. تر-پتروسیان همچنین از دست فروشان خیابانی و دیگرانی که در اعتراض به سیاست‌های دولت سازماندهی شده‌اند، خواست تا تجمعات خود را «سیاسی» کنند و با مخالفان ملی در خواستار تغییرات گسترده بپیوندند.

### ۱ مارس
کنگره ملی ارمنی تجمع دیگری را در ۱ مارس در ایروان ترتیب داد. بر اساس برآوردهای مخالفان، بیش از ۵۰۰۰۰ شهروند در این تجمع شرکت کردند. این تظاهرات سومین سالگرد خشونت‌های پس از انتخابات پس از پیروزی مورد مناقشه سرکیسیان در سال ۲۰۰۸ بود که ۱۰ معترض در آن کشته شدند. معترضان دوباره خواستار برگزاری انتخابات زودهنگام شدند و خواستار استعفای سرکیسیان شدند.
ترپتروسیان در این تظاهرات سخنرانی کرد و دولت را «رژیم راهزنی [که] قدرت را از طریق انتخابات پارلمانی و ریاست جمهوری جعلی و جنایت خونین ۱ مارس ۲۰۰۸ به دست گرفت» خواند و مطالبات مطرح شده در اعتراض ۱۸ فوریه را تکرار کرد. او همچنین علناً خواستار لغو ممنوعیت تجارت خیابانی شد و خواستار اصلاحات اقتصادی از جمله افزایش حداقل دستمزد و مزایای بیکاری شد.

### ۳ مارس
حدود ۵۰ فروشنده خیابانی با حمایت اعضای هر دو حزب مخالف «میراث» و «کنگره ملی ارمنی»، از جمله اعضای پارلمان، در بیرون ساختمان دولتی در ایروان تجمع کردند. پلیس برای متفرق کردن آنها وارد عمل شد که منجر به درگیری‌های متعددی شد. یکی از فعالان حزب کنگره ملی ارمنی دستگیر و یکی از نمایندگان مجلس میراث به دلیل جراحات در بیمارستان بستری شد. پلیس در مخالفت با بیانیه نخست‌وزیر تیگران سرکیسیان مبنی بر انجام تحقیقات داخلی در مورد اتهامات خشونت پلیس، علناً نمایندگان پارلمان را به تحریک خشونت متهم کرد. این حادثه باعث مقایسه مجدد سیاست‌های دولت کاراپتیان و سرکیسیان با تونس قبل از انقلاب توسط برخی از تحلیلگران و نمایندگان مخالف پارلمان شد.